# БОСС (журнал)
«БОСС (Бизнес: Организация, Стратегия, Системы)» — российский политико-деловой ежемесячный журнал, включающий электронную и печатную версии, а также новостной портал. Издается с 1997 года.,

## История
Ежемесячный журнал «БОСС (Бизнес: Организация, Стратегия, Системы)» — одно из ведущих политико-экономических и бизнес-изданий на российском информационном рынке. «БОСС» — это аналитический и практический деловой журнал, предназначенный для руководителей госструктур и предприятий реального сектора экономики, муниципалитетов и регионов.
Одно из старейших деловых печатных изданий, выходящих до сих пор на российском рынке. Журнал зарегистрирован в Госкомпечати РФ в мае 1997 года. Первый номер журнала вышел в свет в июне 1997 года. В разные годы выходили специальные выпуски и приложения к журналу, посвященные, в частности, ТЭК, экономическому развитию ряда регионов, информационным технологиям (БОСС-IT), спорту, альманахи «БОСС десятилетия» (2007 год) и «Боссы 2008 года» и др.
Средняя читательская аудитория одного номера по России составляет около 35 000 человек.

## Распространение
Розничное распространение в Москве — 20 %.
Именная рассылка руководителям федеральных и региональных структур власти, других организаций и крупных компаний (Администрации президента, Правительства РФ, Совета Федерации, Думы, министерств и ведомств, субъектов Федерации и ведущих муниципалитетов, иностранных организаций, естественных монополий и др.) — 45 %.
Дополнительное распространение на крупнейших профильных общественных мероприятиях в России и за рубежом — 35 %.

## Аннотация
«БОСС» — издание, содержащее большой объем информации, касающейся развития всех отраслей отечественной экономики, регионов России. «БОСС» предоставляет бизнесменам, политикам, и руководителям государственных структур возможность высказывать свое мнение по вопросам экономической политики, по актуальным проблемам развития рынка, а также по фундаментальным вопросам общего развития страны.
Журнал «БОСС» состоит из четырех основных разделов -
- Политико-экономического: «Анализ БОССа»;
- Делового и управленческого: «Профессия — БОСС»;
- Раздел, посвященный стилю жизни: «Стиль жизни — БОСС»;
- Раздела практикумов и кейсов «БОСС в помощь»;

Каждый раздел журнала имеет свою тематическую направленность и соответствующие рубрики.
«Анализ БОССа»:
- Главная тема — анализ центрального события месяца.
- Дискуссия — ведущие бизнесмены, политики, эксперты обсуждают проблемы государственного регулирования экономики.
- Микроэкономика/Отрасли — информация о положении дел в отраслях и экономике предприятий.

«Профессия — БОСС»:
- Босс номера — большое, иллюстрированное интервью с человеком на обложке (бизнесменом, руководителем, государственным деятелем).
- Бизнес/Проекты — рассказ об отдельных компаниях, интересных проектах.
- Лидер отрасли — интервью с руководителями компании или организации, которые занимают ведущие позиции в той или иной отрасли.

«Стиль жизни — БОСС»:
«Гостиная» — интервью с гостями журнала — деятелями культуры и спорта.
«Отдых/Здоровье» — материалы на тему досуга, отдыха и здорового образа жизни.
«Попал в историю» — интересные истории об одном из боссов прошлого.
За годы существования журнала «БОСС» на его страницах не раз выступали с анализом и оценкой происходящих событий государственные деятели, крупные бизнесмены, знаменитые ученые, выдающиеся деятели культуры.

## Руководство
Издатель — Юрий Кузьмин — с начала издания по настоящее время
Главными редакторами журнала в разное время были: Михаил Соколов в 1997 г., Борис Рябов в 1997—1998 гг., Михаил Дубровский в 1998—1999 гг., Александр Полянский — в 1999—2018 гг.
В настоящее время шеф-редактор журнала Анастасия Саломеева.